# Plagiotheciaceae
Die Plagiotheciaceae sind eine Familie von pleurokarpen Laubmoosen, die sich vor allem durch ihre verflachte Beblätterung auszeichnet.

## Beschreibung
Diese den Hypnaceae ähnliche Familie zeichnet sich vor allem durch die zweizeilige Beblätterung vieler Arten aus. Die Blattflächen liegen in diesem Fall alle auf einer Ebene. Allerdings gibt es in der Familie ebenso Arten mit allseits abstehender Beblätterung sowie dachziegelig anliegender Beblätterung.
Die Blätter besitzen keine Mittelrippe oder eine kurze Doppelrippe. Die Zellen der Blattfläche sind bei den meisten Arten prosenchymatisch, d. h. sehr lang gestreckt, bei wenigen Arten auch locker länglich rhombisch. Oftmals sind die Blätter der verflacht beblätterten Arten asymmetrisch.
Die Zellen der Blattflügel sind oft gut differenziert und laufen bei vielen Arten weit des Stämmchen hinab.
Die Pflanzen wachsen stets kriechend, wobei die Seitenäste ebenfalls kriechend oder aufsteigend sein können. Viele Arten sind auch gänzlich unverzweigt.
Die länglich-zylindrischen Kapseln stehen auf einer langen Seta und besitzen ein doppeltes Peristom. Sie können sowohl aufrecht wie geneigt sein.

## Verbreitung
Die Familie ist weltweit verbreitet, wobei man sowohl in den tropischen als auch in den gemäßigten und den kühleren Regionen artenreiche Verwandtschaftskreise trifft.

## Systematik
Zur Familie Plagiotheciaceae werden sieben Gattungen gezählt:
- Herzogiella
- Isopterygiopsis
- Plagiothecium
- Struckia

Die folgenden drei Gattungen werden nur provisorisch in die Familie gestellt, ihre Zugehörigkeit gilt noch nicht als gesichert:
- Myurella
- Orthothecium
- Platydictya